# Nikolaj Davydenko

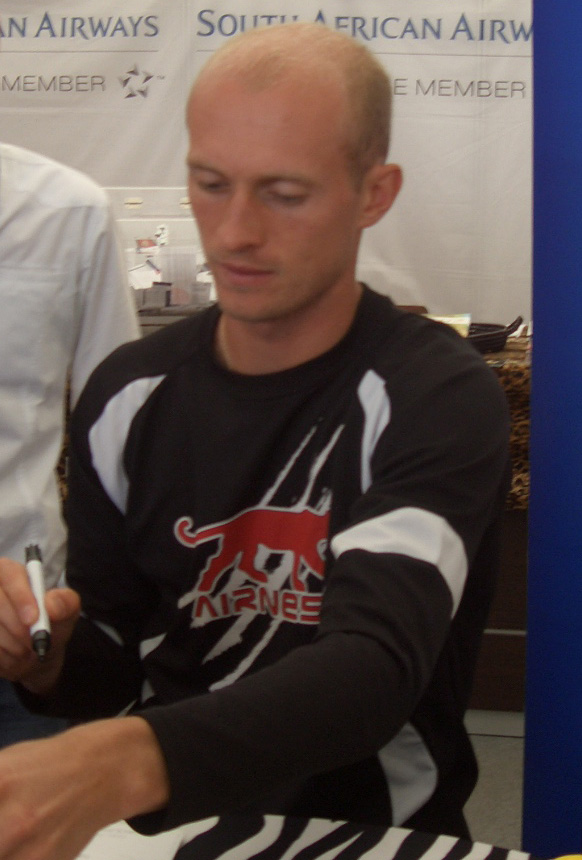
Nikolaj Davydenko 2008.

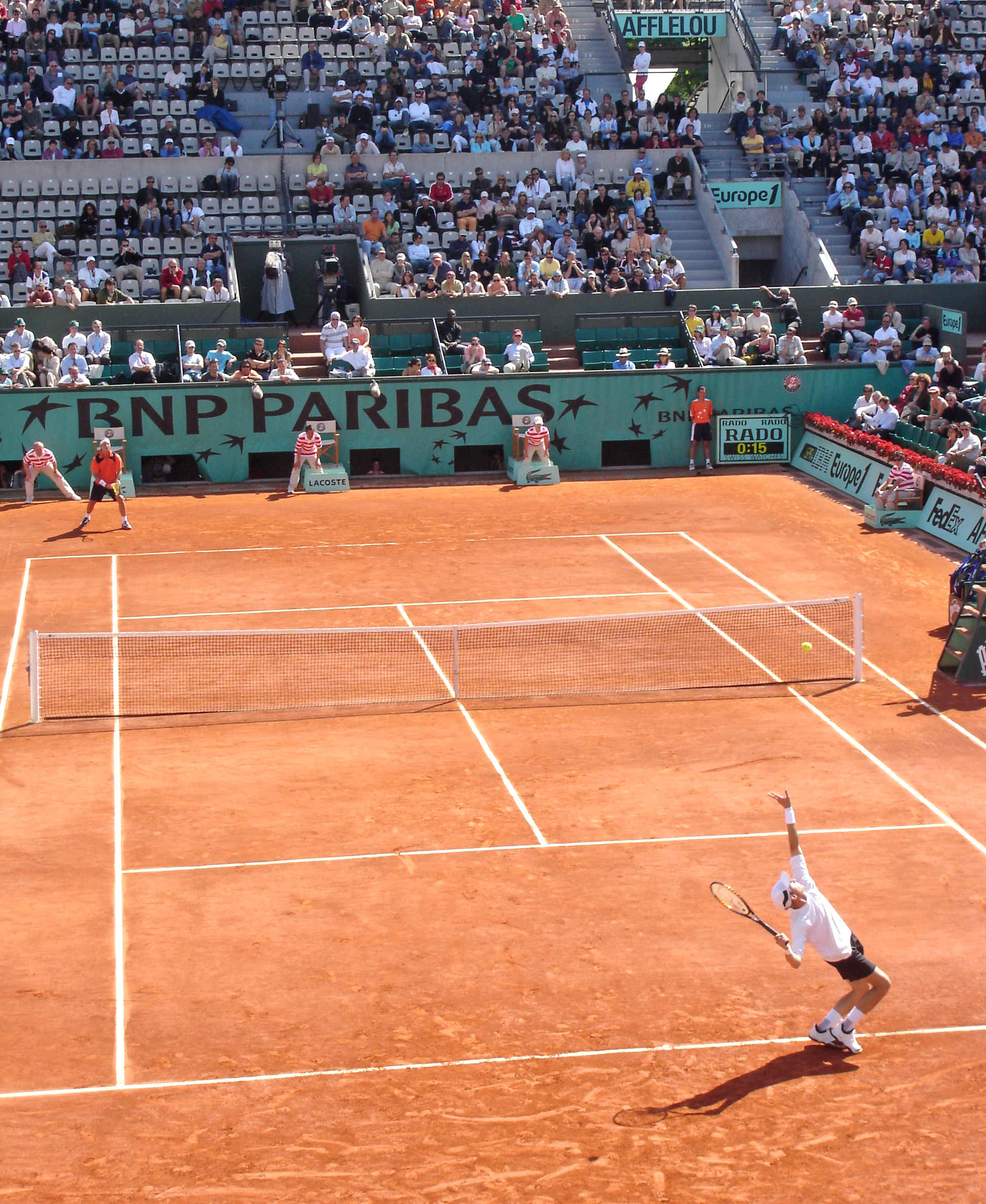
Davydenko mot Nalbandian, Franska öppna 2006.

Nikolaj Vladimirovitj Davydenko (ryska: Никола́й Влади́мирович Давыде́нко; ukrainska: Мико́ла Володи́мирович Давиде́нко, Mykola Volodymyrovytj Davydenko), född 2 juni 1981 i Sievjerodonetsk, Ukrainska SSR, Sovjetunionen, är en rysk högerhänt före detta professionell tennisspelare. Han flyttade vid elva års ålder till Volgograd för att utvecklas som tennisspelare. Han debuterade på ATP-touren år 1999 och samma år fick han ryskt medborgarskap. Han rankades trea som bäst (november 2006). I Grand Slam-sammanhang nådde Davydenko semifinal i Franska Öppna och i US Open som bäst.
I maj 2010 rankades han som nummer fem i världen.

## Titlar

### Singel (17)
- 2003 - Adelaide, Estoril
- 2004 - München, Moskva
- 2005 - St. Pölten
- 2006 - Pörtschach, Sopot, New Haven, Moskva, Paris
- 2007 - Moskva
- 2008 - Miami, Pörtschach, Warszawa
- 2009 - Hamburg, Umag, Kuala Lumpur

### Dubbel (1)
- 2004 - Moskva (Med Igor Andrejev)